# Dirk Wears White Sox
Dirk Wears White Sox är det brittiska rockbandet Adam and the Ants debutalbum, utgivet den 30 november 1979 via skivbolaget Do It.

## Låtlista
Alla låtar är skrivna och komponerade av Adam Ant.
| 1. | "Cartrouble (Parts 1 & 2)" |  |
| 2. | "Digital Tenderness"       |  |
| 3. | "Nine Plan Failed"         |  |
| 4. | "Day I Met God"            |  |
| 5. | "Tabletalk"                |  |

| 1. | "Cleopatra"                                |  |
| 2. | "Catholic Day"                             |  |
| 3. | "Never Trust a Man (With Egg on His Face)" |  |
| 4. | "Animals and Men"                          |  |
| 5. | "Family of Noise"                          |  |
| 6. | "The Idea"                                 |  |